# Héctor Dada Hirezi
Héctor Miguel Antonio Dada Hirezi es un economista y político salvadoreño de origen palestino. 

## Biografía
Nació el 12 de abril de 1938, hijo de Cristo Miguel Dada y Graciela Hirezi, propietarios de uno de los principales almacenes de la ciudad de Zacatecoluca. Realizó sus estudios secundarios en el Externado de San José, administrado por la Compañía de Jesús. Realizó sus estudios superiores en la Universidad de El Salvador, graduándose con el título de Ingeniero civil.
Durante su época de estudiante universitario se convirtió en dirigente estudiantil –llegó incluso a presidir la Acción Católica Universitaria Salvadoreña (ACUS)–, posteriormente participó en la fundación del Partido Demócrata Cristiano (PDC). En el año de 1966, a los 28 años, fue elegido como diputado Propietario a la Asamblea Legislativa, cargo que ocupó hasta 1970. Entre 1979 y 1980 fungió como Ministro de Relaciones Exteriores.
Participó en la primera y en la segunda Junta Revolucionaria de Gobierno. Durante la guerra civil hizo consultorías y trabajó para institutos de investigación y para Naciones Unidas.
Tras la firma de los Acuerdos de Paz fungió como concejal en San Salvador, luego diputado con el partido Cambio Democrático, Ministro de Economía entre 2009 y 2012 en el gobierno de Mauricio Funes.

## Reconocimientos obtenidos
Recibió el Mérito Bernardo O'Higgins durante una visita efectuada a Chile el 8 de abril de 2010, otorgado por el presidente chileno, Sebastián Piñera.